# Університет Чорногорії
Університет Чорногорії (чорн. Univerzitet Crne Gore, Универзитет Црне Горе) — єдиний державний університет країни. Головний кампус і основні факультети знаходяться в Подгориці.
Університет засновано в 1974 році. На момент відкриття діяли три факультети, які перебували в Тітограді (зараз Подгориця): містобудівний, юридичний і економічний. Також було створено два коледжі в містах Никшич і Котор (педагогічний і морехідний коледжі відповідно). Крім цього, в Тітограді були відкриті науково-дослідні інститути — інститут історії, медичних досліджень, агрономії та біології.
Структура університету організована як і в більшості європейських країн. Університетом керує Керуюча рада, під наглядом ректора. Вищим академічним органом є університетський Сенат.
Факультети очолюються деканами, інститути — директорами.  Головний академічний орган — рада з науково-викладацьких питань.
Вищий студентський орган — студентський Парламент.
На даний момент Університет Чорногорії включає в себе 19 факультетів, 3 інститути і 3 незалежних програми навчання:
- Економічний факультет (Подгориця)
- Юридичний факультет (Подгориця)
- Електротехнічний факультет (Подгориця)
- Містобудівний факультет (Подгориця)
- Факультет металургії і технології (Подгориця)
- Факультет механіки і техніки (Подгориця)
- Математичний факультет (Подгориця)
- Медичний факультет (Подгориця)
- Факультет політології (Подгориця)
- Архітектурний факультет (Подгориця)
- Філософський факультет (Никшич)
- Факультет образотворчих мистецтв (Цетинє)
- Факультет драматургії (Цетинє)
- Музична академія (Цетинє)
- Морський факультет (Котор)
- Факультет туризму і готельного менеджменту (Котор)
- Факультет прикладної фізіотерапії (Герцег-Нові)
- Факультет спорту і фізичної підготовки (Никшич)
- Факультет біотехнології (Подгориця)
- Незалежне навчання за програмою «Геодезія» (Подгориця)
- Незалежне навчання за програмою «Фармацевтика» (Подгориця)
- Педагогічні курси албанською мовою (Подгориця)

Серед найпопулярніших факультетів — економічний, архітектурний, медичний, юридичний, факультет політичних наук та інші.
Плата за навчання становить від 500 до 1000 євро на рік, це, як правило, залежить від факультету.

## Відомі випускники і викладачі
- Володимир Пешич — професор, біолог